# Shooting Stars FC
Shooting Stars FC is een Nigeriaanse voetbalclub uit Ibadan.

## Erelijst
- Premier League: 1976, 1980, 1983, 1995, 1998
- Nigerian FA Cup: 1971 (as WNDC), 1977, 1979, 1995
- CAF Cup: 1992
- African Cup Winners' Cup: 1976
- West African Club Championship: 1998

## Bekende (ex-)spelers
- Gideon Imagbudu
- Muda Lawal
- Oladapo Olufemi
- Wasiu Taiwo

Abia Warriors · 
ABS FC · 
Akwa United · 
El Kanemi Warriors · 
Enugu Rangers · 
Enyimba · 
Gombe United · 
Ifeanyi Uba · 
Kano Pillars · 
Katsina United · 
Lobi Stars · 
MFM · 
Nasarawa United · 
Niger Tornadoes · 
Plateau United · 
Remo Stars · 
Rivers United · 
Shooting Stars · 
Sunshine Stars · 
Warri Wolves · 
Wikki Tourists